# Temporada 2024 do Corinthians Feminino
A temporada 2024 foi a nona da equipe feminina do Corinthians desde a sua reativação em 2016. Assim como no ano anterior, o clube disputou a Supercopa do Brasil, o Campeonato Brasileiro, a Copa Libertadores da América e o Campeonato Paulista. Em 2023, a equipe conquistou a inédita quadrupla coroa ao vencer todos os quatro torneios em uma única temporada, fato inédito no continente.
Esta foi a primeira temporada desde 2016 sem o comando do técnico Arthur Elias que deixou a equipe em 2023 para ser o novo treinador da Seleção Brasileira. O novo comandante, Lucas Piccinato, foi anunciado ainda no fim da temporada passada. A ex-jogadora Grazi passou a ocupar o cargo de executiva de futebol.
A casa de apostas VaideBet assumiu como patrocinador master da equipe no início do ano. Contudo, o contrato foi rescindido pela patrocinadora após abertura de investigação da Polícia Civil sobre possível repasse de parte do valor de comissão do acordo a uma empresa supostamente "laranja".  O Corinthians acertou acordo com um novo patrocinador máster em 26 de julho com a casa de apostas Esportes da Sorte.
Essa temporada foi marcada pela saída de Cris Gambaré do comando do departamento de futebol feminino do clube, ao assumir em março como coordenadora técnica das Seleções Brasileiras Femininas. Sua substituta é Iris Sesso, que trabalha no clube desde 2020.

## Mercado de transferências

### Entradas
| Pos | Jogadora       | Clube anterior      | Anúncio               | Ref    |
| --- | -------------- | ------------------- | --------------------- | ------ |
| LD  | Gi Fernandes   | Santos              | 4 de janeiro de 2024  | [ 10 ] |
| A   | Eudimilla      | Ferroviária         | 5 de janeiro de 2024  | [ 11 ] |
| M   | Yaya           | Santos              | 5 de janeiro de 2024  | [ 12 ] |
| Z   | Daniela Arias  | América de Cali     | 6 de janeiro de 2024  | [ 13 ] |
| G   | Nicole         | Atlético-MG         | 6 de janeiro de 2024  | [ 14 ] |
| M   | Marussi        | Promovida da base   | 8 de janeiro de 2024  | [ 15 ] |
| A   | Johnson        | Promovida da base   | 9 de janeiro de 2024  | [ 16 ] |
| G   | Rillary        | Promovida da base   | 9 de janeiro de 2024  |        |
| LD  | Letícia Santos | Eintracht Frankfurt | 10 de janeiro de 2024 | [ 17 ] |
| A   | Gisela Robledo | América de Cali     | 23 de agosto de 2024  | [ 18 ] |

### Saídas
| Pos | Jogadora    | Clube de destino | Anúncio                | Ref           |
| --- | ----------- | ---------------- | ---------------------- | ------------- |
| M   | Grazi       | Aposentou-se     | 1 de dezembro de 2023  | [ 19 ]        |
| V   | Luana       | Orlando Pride    | 14 de dezembro de 2023 | [ 20 ]        |
| Z   | Andressa    | Ferroviária      | 3 de janeiro de 2024   | [ 21 ]        |
| LD  | Katiuscia   | Ferroviária      | 3 de janeiro de 2024   | [ 22 ]        |
| V   | Diany       | Palmeiras        | 8 de janeiro de 2024   | [ 23 ]        |
| Z   | Campiolo    | Palmeiras        | 11 de janeiro de 2024  | [ 24 ]        |
| G   | Tainá       | América          | 19 de janeiro de 2024  | [ 25 ]        |
| M   | Gabi Morais | Internacional    | 9 de fevereiro de 2024 | [ 26 ] [ 27 ] |
| A   | Miriã       | Cruzeiro         | 15 de abril de 2024    | [ 28 ] [ 29 ] |
| Z   | Tarciane    | Houston Dash     | 23 de abril de 2024    | [ 30 ]        |
| A   | Micaratu    | —                | 7 de agosto de 2024    | [ 31 ]        |

## Competições
| Competição                   | J  | V  | E | D | GP | GC | SG  | A     | Início | Fim    | Resultado    | Ref    |
| ---------------------------- | -- | -- | - | - | -- | -- | --- | ----- | ------ | ------ | ------------ | ------ |
| Supercopa do Brasil          | 3  | 3  | 0 | 0 | 7  | 2  | +5  | 100%  | 11/fev | 18/fev | Campeão      | [ 33 ] |
| Campeonato Brasileiro        | 21 | 17 | 2 | 2 | 51 | 22 | +29 | 84,1% | 18/mar | 22/set | Campeão      | [ 34 ] |
| Copa Libertadores da América | 6  | 5  | 1 | 0 | 16 | 1  | +15 | 88,9% | 3/out  | 19/out | Campeão      | [ 35 ] |
| Campeonato Paulista          | 14 | 10 | 2 | 2 | 36 | 11 | +25 | 76,2% | 21/mai | 20/nov | Vice-campeão | [ 36 ] |

## Supercopa do Brasil
| 11 de fevereiro Quartas-de-final | Internacional              | 2–4       | Corinthians                                                        | Porto Alegre                                                                 |  |
| 10:30 (UTC−3)                    | - 12' (pen.), 22' Priscila | Relatório | - 7' Jaqueline - 26' Millene - 42' Gabi Portilho - 90+4' Jheniffer | Estádio: Beira-Rio Público: 3 595 Árbitro: MG Andreza Helena Siqueira (FIFA) |  |

| 15 de fevereiro Semifinal | Corinthians                     | 2–0       | Ferroviária | São Paulo                                                                    |  |
| 16:15 (UTC−3)             | - Mariza 27' - Gabi Zanotti 42' | Relatório |             | Estádio: Neo Química Arena Público: 8 943 Árbitro: SE Thayslane Costa (FIFA) |  |

| 18 de fevereiro Final | Corinthians        | 1–0       | Cruzeiro | São Paulo                                                                     |  |
| 10:30 (UTC−3)         | - Duda Sampaio 47' | Relatório |          | Estádio: Neo Química Arena Público: 33 424 Árbitro: PE Deborah Cecilia (FIFA) |  |

## Campeonato Brasileiro
| Pos | Equipe              | Pts | J  | V  | E | D | GP | GC | SG  | Classificação ou descenso |
| --- | ------------------- | --- | -- | -- | - | - | -- | -- | --- | ------------------------- |
| 1   | Corinthians         | 40  | 15 | 13 | 1 | 1 | 40 | 17 | +23 | Fases finais              |
| 2   | Ferroviária         | 32  | 15 | 9  | 5 | 1 | 20 | 9  | +11 | Fases finais              |
| 3   | São Paulo           | 30  | 15 | 9  | 3 | 3 | 35 | 15 | +20 | Fases finais              |
| 4   | Palmeiras           | 28  | 15 | 9  | 1 | 5 | 35 | 17 | +18 | Fases finais              |
| 5   | Cruzeiro            | 24  | 15 | 7  | 3 | 5 | 30 | 17 | +13 | Fases finais              |
| 6   | Grêmio              | 23  | 15 | 7  | 2 | 6 | 22 | 19 | +3  | Fases finais              |
| 7   | Internacional       | 23  | 15 | 6  | 5 | 4 | 24 | 18 | +6  | Fases finais              |
| 8   | Red Bull Bragantino | 23  | 15 | 6  | 5 | 4 | 21 | 19 | +2  | Fases finais              |

### Fase classificatória
| 18 de março Jogo 1 | Grêmio | 0–3       | Corinthians                                 | Eldorado do Sul                                                                                       |  |
| 20:00 (UTC−3)      |        | Relatório | - Millene 41' (pen.), 90+1' - Jheniffer 84' | Estádio: Estádio Aírton Ferreira da Silva Público: 214 Árbitra: PB Ruthyanna Camila Medeiros da Silva |  |

| 21 de março Jogo 2 | Corinthians                                              | 4–1       | América Mineiro | São Paulo                                                                  |  |
| 19:30 (UTC−3)      | - Duda Sampaio 3' - Yaya 40' - Mariza 51' - Tarciane 62' | Relatório | - Gadu 1'       | Estádio: Parque São Jorge Público: 4 775 Árbitra: SC Charly Deretti (FIFA) |  |

| 25 de março Jogo 3 | Flamengo                      | 2–3       | Corinthians                                           | Rio de Janeiro                                                |  |
| 20:00 (UTC−3)      | - Darlene 22' - Glaucia 90+5' | Relatório | - Mariza 39' - Millene 78' (pen.) - Gabi Portilho 88' | Estádio: Luso-Brasileiro Árbitra: PA Gleika Oliveira Pinheiro |  |

| 29 de março Jogo 4 | Corinthians                                             | 3–0       | Internacional | São Paulo                                                                                |  |
| 21:30 (UTC−3)      | - Duda Sampaio 39' - Yasmim 84' - Vic Albuquerque 90+6' | Relatório |               | Estádio: Neo Química Arena Público: 1 830 Árbitra: MG Francielly Fernanda Lima de Castro |  |

| 12 de abril Jogo 5 | Santos       | 1–3       | Corinthians                               | Santos                                                                          |  |
| 20:30 (UTC−3)      | - Ketlen 15' | Relatório | - Vic Albuquerque 3' - Tamires 79', 90+3' | Estádio: Vila Belmiro Público: 1 335 Árbitra: MG Andreza Helena Siqueira (FIFA) |  |

| 22 de abril Jogo 6 | Corinthians | 0–0       | Ferroviária | São Paulo                                                                                 |  |
| 19:00 (UTC−3)      |             | Relatório |             | Estádio: Neo Química Arena Público: 10 190 Árbitra: PB Ruthyanna Camila Medeiros da Silva |  |

| 28 de abril Jogo 7 | Corinthians                                               | 5–0       | Fluminense | São Paulo                                                                     |  |
| 11:00 (UTC−3)      | - Érika 3', 17' - Duda Sampaio 25', 90+3' - Jheniffer 41' | Relatório |            | Estádio: Parque São Jorge Público: 5 301 Árbitra: PA Gleika Oliveira Pinheiro |  |

| 1 de maio Jogo 8 | Atlético Mineiro    | 1–3       | Corinthians                                  | Belo Horizonte                                                          |  |
| 16:30 (UTC−3)    | - Anny Marabá 90+1' | Relatório | - Vic Albuquerque 57', 60' - Fernandinha 69' | Estádio: Sesc Venda Nova Árbitra: PR Maria Luiza Brandellero dos Santos |  |

| 6 de maio Jogo 9 | Botafogo | 0–2       | Corinthians                         | Rio de Janeiro                                       |  |
| 16:30 (UTC−3)    |          | Relatório | - Jheniffer 68' - Fernandinha 90+3' | Estádio: Engenhão Árbitra: DF Cássia Franca de Souza |  |

| 12 de maio Jogo 10 | Corinthians                                                | 3–2       | São Paulo                              | São Paulo                                                                             |  |
| 11:00 (UTC−3)      | - Jheniffer 15' - Vic Albuquerque 90+4' - Jaqueline 90+10' | Relatório | - Mariana Santos 50' - Bia Menezes 64' | Estádio: Neo Química Arena Público: 12 222 Árbitra: MG Andreza Helena Siqueira (FIFA) |  |

| 18 de maio Jogo 11 | Corinthians           | 1–0       | Real Brasília | São Paulo                                                              |  |
| 21:00 (UTC−3)      | - Vic Albuquerque 82' | Relatório |               | Estádio: Parque São Jorge Público: 1 006 Árbitra: RS Andressa Hartmann |  |

| 9 de junho Jogo 12 | Palmeiras | 0–1       | Corinthians     | Jundiaí                                                                                   |  |
| 18:30 (UTC−3)      |           | Relatório | - Jheniffer 58' | Estádio: Estádio Jayme Cintra Público: 881 Árbitra: MG Francielly Fernanda Lima de Castro |  |

| 17 de junho Jogo 13 | Corinthians                                                  | 4–2       | Red Bull Bragantino                   | São Paulo                                                                     |  |
| 18:00 (UTC−3)       | - Vic Albuquerque 27', 38' - Eudimilla 54' (pen.) - Yaya 83' | Relatório | - Letícia Pires 82' - Gramaglia 90+1' | Estádio: Parque São Jorge Público: 4 472 Árbitra: PA Gleika Oliveira Pinheiro |  |

| 17 de agosto Jogo 14 | Cruzeiro                                                                                                  | 7–2       | Corinthians                 | Nova Lima                                                                                   |  |
| 11:00 (UTC−3)        | - Marília Furiel 5', 37', 47' - Sandoval 13' - Clara Consani 66' - Mariza 72' (g.c.) - Vitória Calhau 83' | Relatório | - Jaqueline 12' - Érika 17' | Estádio: Estádio Castor Cifuentes Árbitra: CE Elizabete Esmeralda Cordeiro dos Santos Gomes |  |

| 21 de agosto Jogo 15 | Corinthians                                | 3–1       | Avaí/Kindermann | São Paulo                                                                           |  |
| 15:00 (UTC−3)        | - Vic Albuquerque 31' - Jheniffer 81', 84' | Relatório | - González 3'   | Estádio: Parque São Jorge Público: 4 956 Árbitra: MG Andreza Helena Siqueira (FIFA) |  |

### Fases finais
| 24 de agosto Quartas-de-final | Red Bull Bragantino | 1–1       | Corinthians     | Bragança Paulista                                                                |  |
| 18:00 (UTC−3)                 | - Jane Tavares 3'   | Relatório | - Jaqueline 37' | Estádio: Estádio Nabi Abi Chedid Público: 880 Árbitra: SP Marianna Nanni Batalha |  |

| 27 de agosto Quartas-de-final | Corinthians           | 1–0 (2–1 agr.) | Red Bull Bragantino | São Paulo                                                                  |  |
| 19:00 (UTC−3)                 | - Vic Albuquerque 33' | Relatório      |                     | Estádio: Estádio do Canindé Público: 5 844 Árbitra: SP Daiane Muniz (FIFA) |  |

| 1 de setembro Semifinal | Palmeiras                     | 1–3       | Corinthians                                                       | Jundiaí                                                                                 |  |
| 10:45 (UTC−3)           | - Amanda Gutierres 37' (pen.) | Relatório | - Vic Albuquerque 84' - Carol Nogueira 90+2' - Duda Sampaio 90+5' | Estádio: Estádio Jayme Cintra Público: 1 696 Árbitra: MG Andreza Helena Siqueira (FIFA) |  |

| 8 de setembro Semifinal | Corinthians        | 1–2 (4–3 agr.) | Palmeiras                                | São Paulo                                                                   |  |
| 16:00 (UTC−3)           | - Duda Sampaio 25' | Relatório      | - Lais Estevam 9' - Letícia Ferreira 88' | Estádio: Estádio do Canindé Público: 15 867 Árbitra: RJ Rejane Silva (FIFA) |  |

| 15 de setembro Final | São Paulo           | 1–3       | Corinthians                              | São Paulo                                                           |  |
| 10:00 (UTC−3)        | - Ariel Godoi 90+5' | Relatório | - Millene 23' - Vic Albuquerque 49', 89' | Estádio: MorumBIS Público: 28 420 Árbitra: SC Charly Deretti (FIFA) |  |

| 22 de setembro Final | Corinthians                          | 2–0 (5–1 agr.) | São Paulo | São Paulo                                                                  |  |
| 10:00 (UTC−3)        | - Jaqueline 65' - Carol Nogueira 90' | Relatório      |           | Estádio: Neo Química Arena Público: 44 136 Árbitra: SP Daiane Muniz (FIFA) |  |

## Copa Libertadores

### Grupo A
| Pos | Equipe       | Pts | J | V | E | D | GP | GC | SG  | Classificado |
| --- | ------------ | --- | - | - | - | - | -- | -- | --- | ------------ |
| 1   | Corinthians  | 7   | 3 | 2 | 1 | 0 | 11 | 1  | +10 | Fases finais |
| 2   | Boca Juniors | 7   | 3 | 2 | 1 | 0 | 4  | 1  | +3  | Fases finais |
| 3   | Libertad     | 3   | 3 | 1 | 0 | 2 | 2  | 4  | −2  |              |
| 4   | ADIFFEM      | 0   | 3 | 0 | 0 | 3 | 1  | 12 | −11 |              |

| 3 de outubro Jogo 1 | Corinthians | 0–0       | Boca Juniors | Assunção, Paraguai                                |  |
| 17:30 (UTC−4)       |             | Relatório |              | Estádio: Arsenio Erico Árbitra: CHI Dione Rissios |  |

| 6 de outubro Jogo 2 | Corinthians                                                                                               | 8–0       | ADIFFEM | Assunção, Paraguai                                    |  |
| 17:30 (UTC−3)       | - Gabi Zanotti 4', 69' - Duda Sampaio 25' - Eudimilla 32' (pen.), 52', 55' - Ju Ferreira 36' - Yasmim 78' | Relatório |         | Estádio: Arsenio Erico Árbitra: PER Elizabeth Tintaya |  |

| 9 de outubro Jogo 3 | Libertad       | 1–3       | Corinthians                                         | Assunção, Paraguai                                |  |
| 17:30 (UTC−3)       | - Martínez 57' | Relatório | - 9' Ju Ferreira - 74' Jaqueline - 83' Gabi Zanotti | Estádio: Arsenio Erico Árbitra: CHI Dione Rissios |  |

### Fases finais
| 12 de outubro Quartas-de-final | Corinthians                      | 2–0       | Olimpia | Ypané, Paraguai                                |  |
| 17:00 (UTC−3)                  | - Gabi Zanotti 50' - Millene 52' | Relatório |         | Estádio: CARFEM Árbitra: EQU Marcelly Zambrano |  |

| 15 de outubro Semifinal | Corinthians        | 1–0       | Boca Juniors | Luque, Paraguai                              |  |
| 17:00 (UTC−3)           | - Gabi Zanotti 59' | Relatório |              | Estádio: CONMEBOL Árbitra: CHI Dione Rissios |  |

| 19 de outubro Final | Corinthians                       | 2–0       | Santa Fe | Assunção, Paraguai                                               |  |
| 17:00 (UTC−3)       | - Vic Albuquerque 17' - Érika 65' | Relatório |          | Estádio: Estadio Defensores del Chaco Árbitra: URU Nadia Funques |  |

## Campeonato Paulista
| Pos | Equipe      | Pts | J  | V | E | D | GP | GC | SG  | Classificado |
| --- | ----------- | --- | -- | - | - | - | -- | -- | --- | ------------ |
| 1   | Palmeiras   | 25  | 10 | 8 | 1 | 1 | 32 | 6  | +26 | Fases finais |
| 2   | Corinthians | 25  | 10 | 8 | 1 | 1 | 32 | 8  | +24 | Fases finais |
| 3   | São Paulo   | 23  | 10 | 7 | 2 | 1 | 28 | 8  | +20 | Fases finais |
| 4   | Ferroviária | 21  | 10 | 7 | 0 | 3 | 31 | 11 | +20 | Fases finais |

### Fase classificatória
| 21 de maio Jogo 1 | Corinthians                                                               | 4–1       | AD Taubaté    | São Paulo                                                                |  |
| 19:30 (UTC−3)     | - Gi Fernandes 20' - Letícia Santos 47' - Eudimilla 63' - Jaqueline 90+3' | Relatório | - Larisse 46' | Estádio: Parque São Jorge Público: 4 144 Árbitra: SP Daiane Muniz (FIFA) |  |

| 24 de maio Jogo 2 | Red Bull Bragantino | 1–3       | Corinthians                                    | Santana de Parnaíba |  |
| 21:30 (UTC−3)     | - Debora 77'        | Relatório | - Duda Sampaio 26', 56' - Jaqueline 83' (pen.) | Estádio: Estádio Municipal Prefeito Gabriel Marques da Silva Público: 341 Árbitra: SP Fernanda dos Santos Ignacio de Souza |  |

| 5 de junho Jogo 3 | Corinthians       | 1–1       | Santos      | São Paulo                                                                         |  |
| 21:00 (UTC−3)     | - Ju Ferreira 17' | Relatório | - Paola 35' | Estádio: Parque São Jorge Público: 4 598 Árbitro: SP Gabriel Henrique Meira Bispo |  |

| 21 de junho Jogo 4 | Pinda         | 1–5       | Corinthians                                                                                    | Pindamonhangaba                                                                                 |  |
| 15:00 (UTC−3)      | - Marcela 43' | Relatório | - Jaqueline 30' (pen.) - Belinha 73' - Jheniffer 76' - Fernandinha 79' - Vic Albuquerque 90+3' | Estádio: Estádio Doutor Antônio Pinheiro Júnior Público: 261 Árbitra: SP Marianna Nanni Batalha |  |

| 28 de junho Jogo 5 | São Paulo        | 1–2       | Corinthians                                  | São Paulo                                                                |  |
| 18:00 (UTC−3)      | - Bia Menezes 4' | Relatório | - Vic Albuquerque 22' (pen.) - Eudimilla 83' | Estádio: Estádio do Canindé Público: 327 Árbitra: SP Daiane Muniz (FIFA) |  |

| 1 de julho Jogo 6 | Corinthians                          | 2–1       | Ferroviária | São Paulo                                                                             |  |
| 17:00 (UTC−3)     | - Eudimilla 35' - Letícia Santos 89' | Relatório | - Neném 3'  | Estádio: Estádio do Canindé Público: 4 666 Árbitro: SP Fagson Junior dos Santos Silva |  |

| 4 de julho Jogo 7 | Corinthians   | 1–2       | Palmeiras                      | São Paulo                                                                       |  |
| 17:00 (UTC−3)     | - Millene 54' | Relatório | - Lais Estevam 33' - Brena 53' | Estádio: Parque São Jorge Público: 3 960 Árbitra: SP Guilherme Nunes de Santana |  |

| 13 de agosto Jogo 8 | Realidade Jovem | 0–4       | Corinthians                                                              | São José do Rio Preto                                                             |  |
| 21:30 (UTC−3)       |                 | Relatório | - Carol Nogueira 53' - Fernandinha 70' - Ellen 71' - Vic Albuquerque 90' | Estádio: Estádio João Mendes Athayde Público: 400 Árbitra: SP Adeli Mara Monteiro |  |

| 25 de setembro Jogo 9 | Marília | 0–5       | Corinthians                                                   | Marília                                                           |  |
| 17:00 (UTC−3)         |         | Relatório | - Fernandinha 5' - Jhonson 68', 84', 88' - Carol Nogueira 74' | Estádio: Abreuzão Público: 700 Árbitra: SP Marianna Nanni Batalha |  |

| 29 de setembro Jogo 10 | Corinthians                                                                | 5–0       | São José-SP | São Paulo                                                                                 |  |
| 11:00 (UTC−3)          | - Fernandinha 22' - Jhonson 38' - Gi Fernandes 79' - Érika 86' - Ellen 89' | Relatório |             | Estádio: Parque São Jorge Público: 6 586 Árbitra: SP Fernanda dos Santos Ignacio de Souza |  |

### Fases finais
| 3 de novembro Semifinal | São Paulo | 0–1       | Corinthians        | São Paulo                                                                             |  |
| 10:00 (UTC−3)           |           | Relatório | - Duda Sampaio 73' | Estádio: Estádio do Canindé Público: 2 017 Árbitro: SP Fagson Junior dos Santos Silva |  |

| 10 de novembro Semifinal | Corinthians        | 1–1 (2–1 agr.) | São Paulo   | São Paulo                                                                     |  |
| 11:00 (UTC−3)            | Millene 71' (pen.) | Relatório      | 27' Dudinha | Estádio: Neo Química Arena Público: 32 799 Árbitra: SP Marianna Nanni Batalha |  |

| 15 de novembro Final | Corinthians     | 1–0       | Palmeiras | São Paulo                                                          |  |
| 15:30 (UTC−3)        | Gabi Zanotti 8' | Relatório |           | Estádio: Neo Química Arena Público: 34 736 Árbitro: SP Edina Alves |  |

| 20 de novembro Final                          | Palmeiras                          | 2–1 (2–2 agr.) (2–0 pen.)                             | Corinthians | Campinas                                                                               |  |
| 15:30 (UTC−3)                                 | Amanda Gutierres 12' · Dudinha 41' | Relatório                                             | 46' Yaya    | Estádio: Brinco de Ouro da Princesa Público: 4 386 Árbitro: SP Daiane Muniz dos Santos |  |
|                                               |                                    | Penalidades                                           |             |                                                                                        |  |
| - Amanda Gutierres - Fê Palermo - Ingryd Lima |                                    | - Duda Sampaio - Eudimilla - Millene - Carol Nogueira |             |                                                                                        |  |

## Estatísticas

### Artilharia
| Pos. | Jogadora          | Gols |
| ---- | ----------------- | ---- |
| 1    | Vic Albuquerque   | 17   |
| 2    | Duda Sampaio      | 11   |
| 3    | Jheniffer         | 9    |
| 3    | Jaqueline Ribeiro | 9    |
| 5    | Millene           | 8    |
| 6    | Eudimilla         | 7    |
| 6    | Gabi Zanotti      | 7    |
| 7    | Fernandinha       | 6    |
| 9    | Érika             | 5    |
| 10   | Jhonson           | 4    |
| 10   | Carol Nogueira    | 4    |
| 12   | Mariza            | 3    |
| 12   | Ju Ferreira       | 3    |
| 12   | Yaya              | 3    |
| 15   | Ellen             | 2    |
| 15   | Gi Fernandes      | 2    |
| 15   | Tamires           | 2    |
| 15   | Letícia Santos    | 2    |
| 15   | Gabi Portilho     | 2    |
| 15   | Yasmim            | 2    |
| 21   | Tarciane          | 1    |
| 21   | Belinha           | 1    |

### Elenco
| Nº | Pos | Jogadora        | Jogos | Gols | Minutos | Penalizado com cartão amarelo | Expulso |
| -- | --- | --------------- | ----- | ---- | ------- | ----------------------------- | ------- |
| 1  | G   | Nicole          | 19    |      | 1 710   |                               |         |
| 12 | G   | Lelê            | 8     |      | 590     |                               |         |
| 24 | G   | Kemelli         | 14    |      | 1 260   |                               |         |
| 32 | G   | Rillary         | 1     |      | 45      |                               |         |
| 80 | G   | Mary Camilo     | 4     |      | 360     |                               |         |
| 3  | Z   | Tarciane        | 7     | 1    | 606     | 1                             |         |
| 16 | Z   | Daniela Arias   | 25    |      | 1 843   | 5                             |         |
| 20 | Z   | Mariza          | 38    | 3    | 3 401   | 10                            |         |
| 99 | Z   | Érika           | 25    | 5    | 1 819   | 2                             | 1       |
| 2  | LD  | Letícia Santos  | 18    | 2    | 997     | 3                             |         |
| 13 | LD  | Carol Tavares   | 13    |      | 476     |                               |         |
| 21 | LD  | Paulinha        | 26    |      | 1 387   | 3                             |         |
| 23 | LD  | Gi Fernandes    | 14    | 2    | 582     | 1                             |         |
| 6  | LE  | Belinha         | 37    | 1    | 2 948   | 4                             |         |
| 37 | LE  | Tamires         | 17    | 2    | 1 027   | 1                             |         |
| 71 | LE  | Yasmim          | 30    | 2    | 2 170   | 1                             |         |
| 17 | V   | Vic Albuquerque | 39    | 17   | 2 598   | 5                             |         |
| 28 | V   | Ju Ferreira     | 38    | 3    | 2 680   | 5                             |         |
| 27 | V   | Duda Sampaio    | 36    | 11   | 2 674   | 3                             |         |
| 8  | M   | Yaya            | 36    | 3    | 1 928   | 4                             |         |
| 10 | M   | Gabi Zanotti    | 20    | 6    | 1 006   | 3                             |         |
| 26 | M   | Marussi         | 20    |      | 1 195   |                               |         |
| 7  | A   | Gisela Robledo  | 6     |      | 98      |                               |         |
| 9  | A   | Jheniffer       | 25    | 9    | 1 142   | 2                             |         |
| 11 | A   | Eudimilla       | 37    | 7    | 1 213   |                               |         |
| 14 | A   | Millene         | 37    | 8    | 2 349   | 2                             |         |
| 18 | A   | Gabi Portilho   | 30    | 2    | 2 175   | 1                             |         |
| 22 | A   | Fernandinha     | 25    | 6    | 826     | 2                             |         |
| 30 | A   | Jaqueline       | 33    | 9    | 2 028   | 1                             |         |
| 40 | A   | Jhonson         | 3     | 4    | 141     | 1                             |         |
| 47 | A   | Ellen           | 3     | 2    | 51      |                               |         |
| 77 | A   | Carol Nogueira  | 27    | 4    | 1 194   | 1                             |         |

### Temporada
|           | J  | V  | E | D | GP  | GC | SG  | AP    |
| --------- | -- | -- | - | - | --- | -- | --- | ----- |
| Mandante  | 25 | 19 | 4 | 2 | 58  | 14 | +44 | 81,3% |
| Visitante | 19 | 16 | 1 | 2 | 52  | 22 | +30 | 86%   |
| Total     | 44 | 35 | 5 | 4 | 110 | 36 | +74 | 83,3% |